# Heilquellen in Marienbad

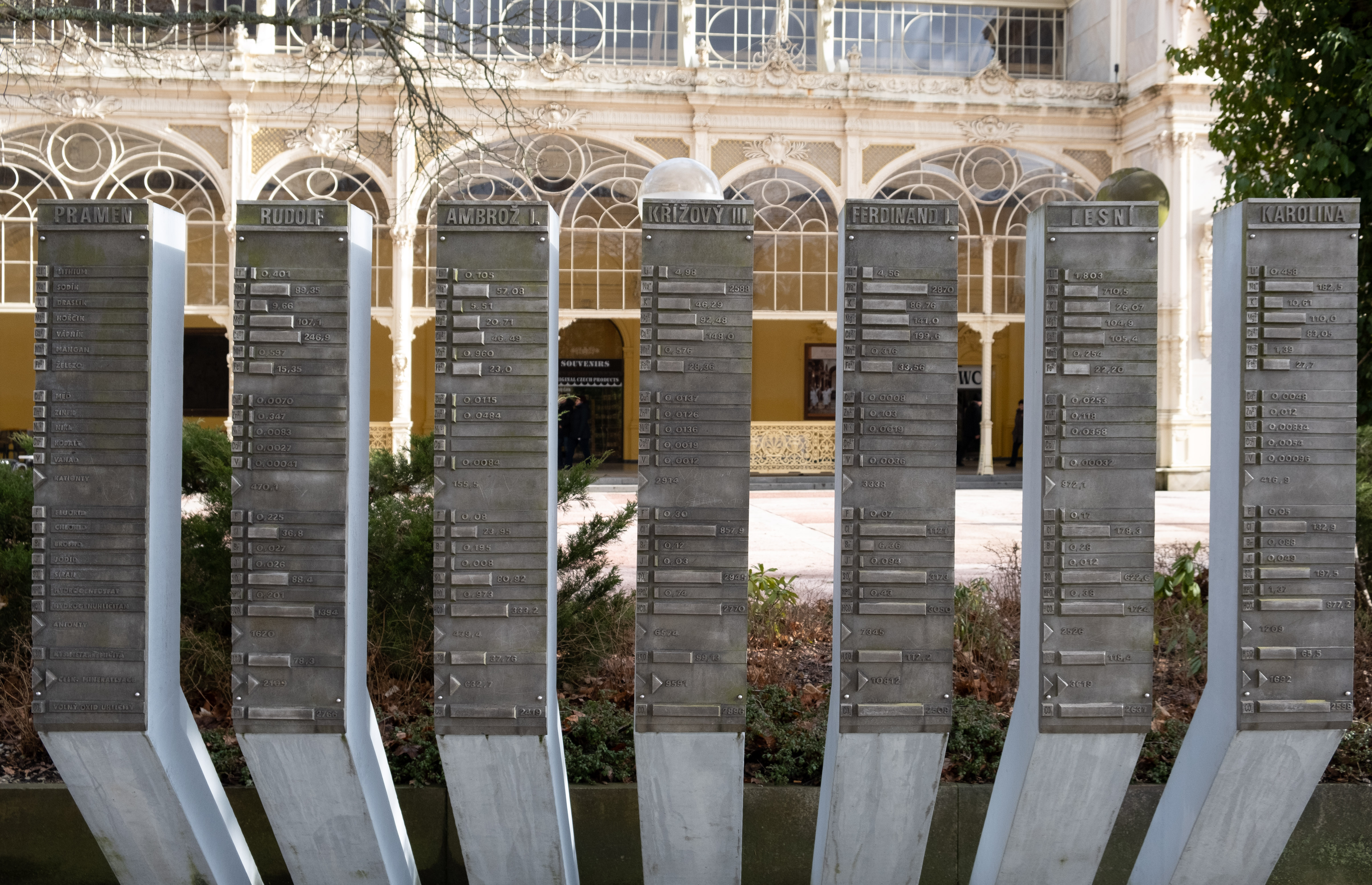
Mineralquellen in Marienbad, Promenade

In dem tschechischen Kurort Mariánske Lázně (dt. Marienbad) werden seit Beginn des 19. Jahrhunderts die Mineralwasserquellen für Heilbäder und Trinkkuren genutzt.
In und um den Kurort, dessen Name sich von der Marienquelle ableitet, sprudeln mehr als 100 Quellen, in der Stadt selbst ca. 40, wobei im Wesentlichen das Wasser von nur 6 Quellen zu Heilzwecken genutzt wird. Obwohl sie örtlich nahe beieinander liegen, unterscheiden sie sich wesentlich in ihren physikalischen Eigenschaften und chemischen Zusammensetzungen. Dies liegt überwiegend an den verschiedenen wasserführenden Gesteinsschichten im Untergrund und ist weltweit einmalig. Gemeinsam haben sie einen hohen Mineralisierungsgrad sowie einen hohen Anteil an natürlichem Kohlendioxid von mehr als 2500 mg/l. Sie werden daher als Säuerlinge bezeichnet. Die durchschnittliche Temperatur der Quellen liegt zwischen 8 und 10 °C. In den Kuranwendungen werden sie hauptsächlich zur Heilung von Atemwegs-, Nieren- und Stoffwechselerkrankungen eingesetzt.
Die Hauptquelle Marienbads ist die Kreuzquelle am nördlichen Ende der Kolonnade, sprudelt. Die 1889 erbaute 120 Meter lange Kolonnade ist das Wahrzeichen der Stadt und dient dem Kurspaziergang, währenddessen das Heilwasser in kleinen Schlucken aus der stilgerechten, traditionellen Schnabeltasse aus Porzellan getrunken wird.

## Die wichtigsten Heilquellen
Kreuzquelle (Křížový pramen)

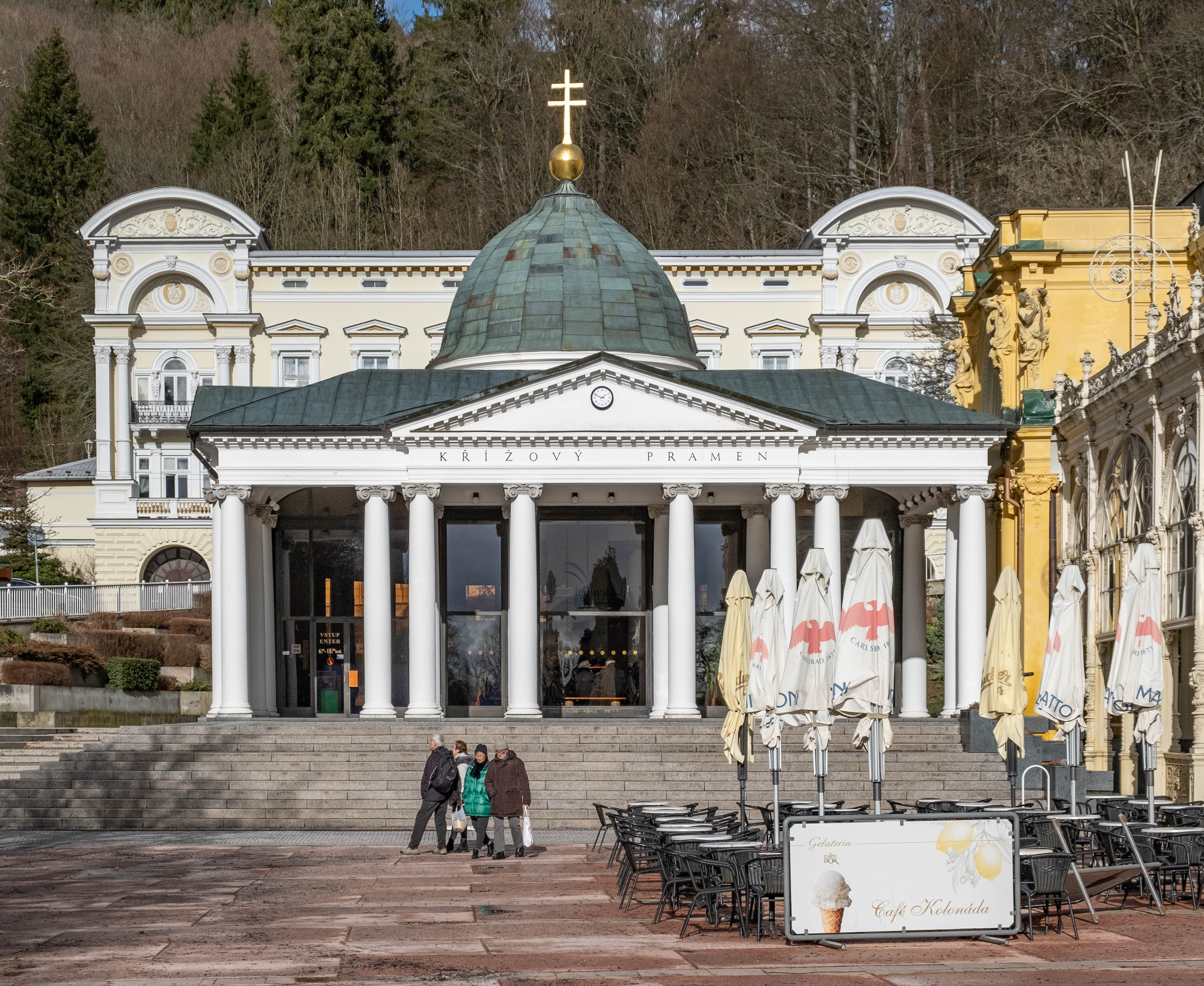
Pavillon der Kreuzquelle

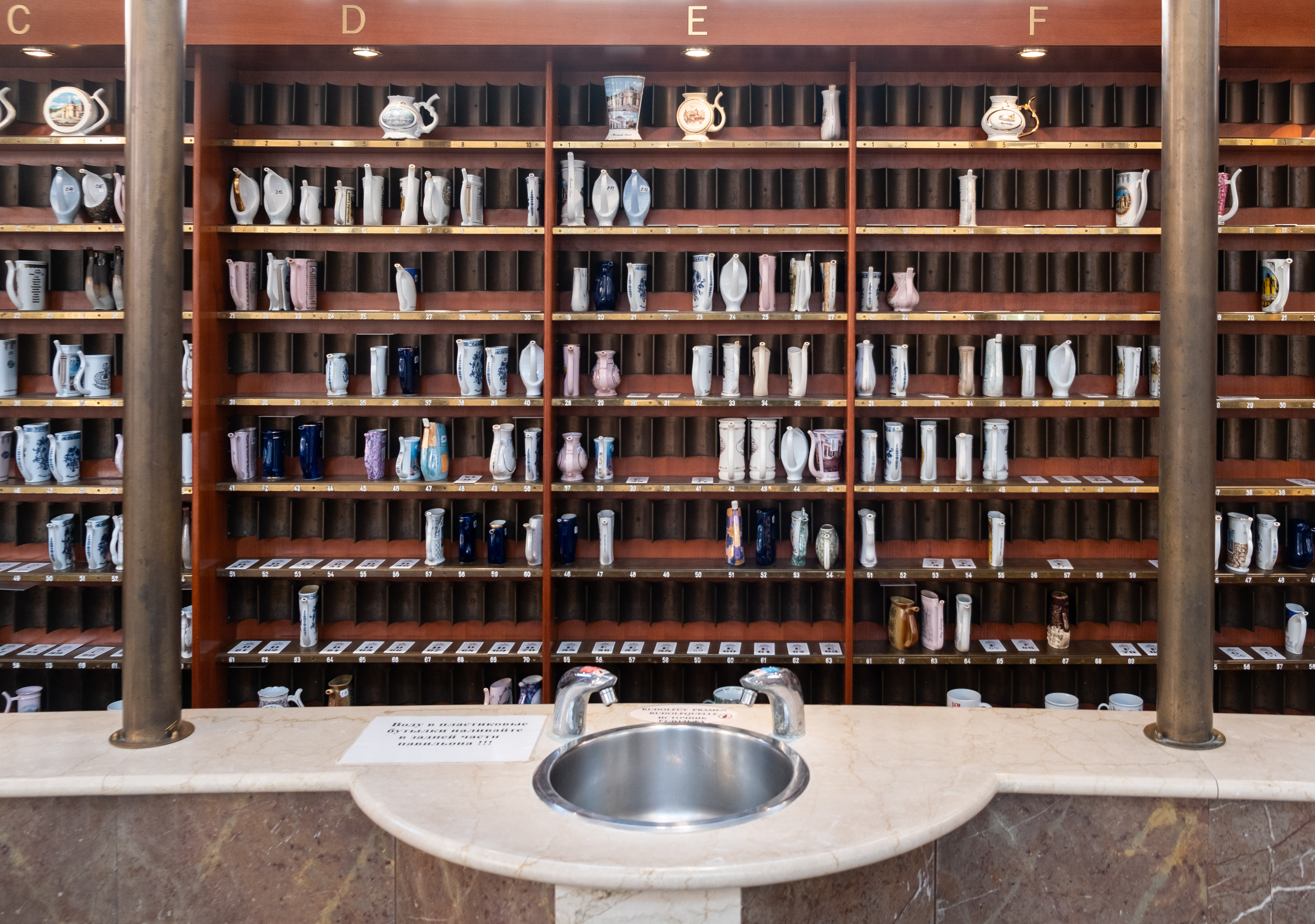
Trinkbecher im Pavillon der Kreuzquelle

Die Kreuzquelle findet bereits seit dem 17. Jhd. als Heilquelle Anwendung. Der Apotheker des Klosters Tepl gewann ab ca. 1750 daraus das abführende Salz Sal Teplensis, das er an die örtliche Bevölkerung verkaufte. Er ließ an der Quelle ein hölzernes Kreuz aufstellen, nach dem sie ihren Namen erhielt. 1805 ließ der Arzt des Klosters Tepl, Dr. Johann Josef Nehr, neben der Kreuzquelle an der Stelle der ursprünglichen Holzhütte, das erste gemauerte Haus, genannt „Zur Goldenen Kugel“, für die Kurgäste erbauen. Im späteren 19. Jahrhundert wurde ein tempelartiger Bau mit ionischen Säulen und einer Kuppel mit goldenem Kreuz errichtet. Dieser wurde 1912 abgerissen und durch eine Beton-Konstruktion ersetzt. In den Jahren 1955–1956 erfolgten umfangreiche Bohrungen und Sanierungen zum Erhalt der Quelle. Der Pavillon der Kreuzquelle befindet sich neben der Kolonnade.
|             | CO2-Gehalt | Mineralgehalt | pH-Wert | Therapeutische Anwendung                                 | Tiefe  | Schüttung |
| ----------- | ---------- | ------------- | ------- | -------------------------------------------------------- | ------ | --------- |
| Kreuzquelle | 2305 mg/l  | 9845 mg/l     | 6,6     | Krankheiten im Verdauungstrakt und Stoffwechselstörungen | 83,5 m | 1,1 l/min |

Waldquelle (Lesní pramen)
Erstmals untersuchte der Prager Professor Steinmann die Waldquelle im Jahr 1827. In dieser Zeit erhielt sie auch ihren heutigen Namen und die erste Einfassung in Form eines einfachen Pavillon. Es ist allerdings davon auszugehen, dass die Quelle schon sehr viel länger bekannt war und genutzt wurde. Der heutige, klassizistische Pavillon aus dem Jahr 1869 geht auf den Marienbader Architekten Frederick Zickler zurück. Die Verglasung des ehemals offenen Pavillons erfolgte 1956. Die Quelle befindet sich im nördlichen Teil der Stadt nahe dem Trebízského Bach.
|            | CO2-Gehalt | Mineralgehalt | pH-Wert | Temperatur | Therapeutische Anwendung | Tiefe | Schüttung |
| ---------- | ---------- | ------------- | ------- | ---------- | ------------------------ | ----- | --------- |
| Waldquelle | 2960 mg/l  | 2751 mg/l     | 6,27    | 7,6 °C     | Atemwegserkrankungen     | 7 m   | 14 l/min  |

Rudolfquelle (Rudolfův pramen)

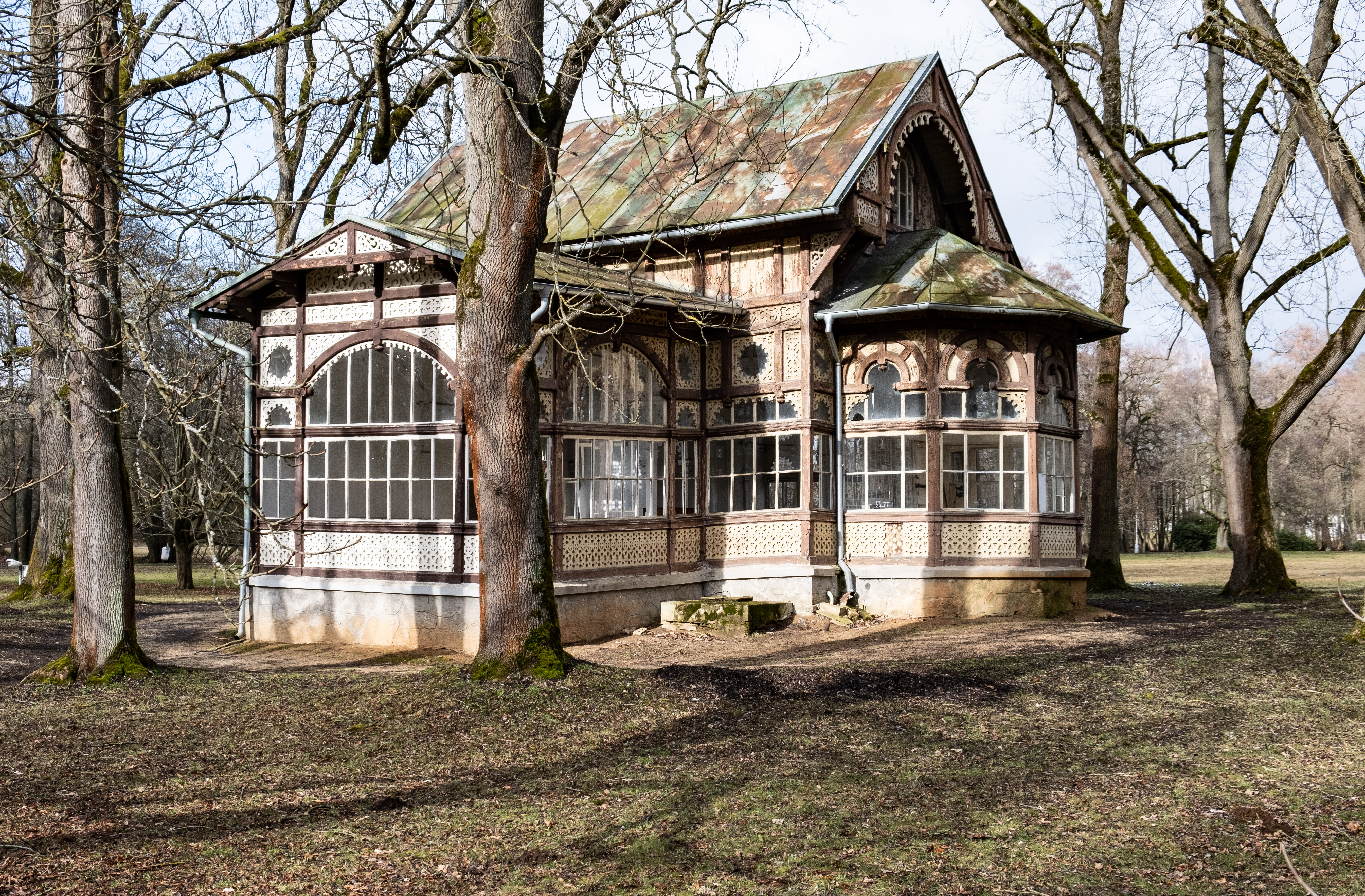
Rudolfquelle

Ursprünglich Wiesenquelle (Luční pramen) genannt, erhielt sie 1867 den Namen des Thronfolgers von Kaiser Franz Joseph I. „Kronprinz Rudolfquelle“, kurz Rudolfquelle. Das Kloster Tepl bemühte sich, die Wiesen von dem Bauern aus Auschowitz zu kaufen, nachdem 1820 die Wasseranalysen eine Nutzung der Quelle für Heilzwecke ergab. Erst 1865 gelang es, das Nachbargrundstück zu erwerben und die Quelle abzuleiten. 1902 wurde die Quelle neu gefasst und ein Holzpavillon im schweizerischen Stil gebaut. Dieser wurde 1985 mit einem Betonfundament versehen und mit einer Eisenkonstruktion verstärkt. Die Rudolfquelle besteht aus mehreren Quellwassern. Rudolf I und II werden nur für Bäder verwendet und die Rudolf-Quelle IV wird als Mineralwasser abgefüllt und unter dem Namen Rudolfův pramen vermarktet. Der Rudolf-Pavillon befindet sich im Stadtteil Auschowitz (Úšovice), etwa 350 Meter südöstlich der Ferdinand-Kolonnade im Kurpark.
|              | CO2-Gehalt | Mineralgehalt | pH-Wert | Temperatur | Therapeutische Anwendung           | Tiefe | Schüttung |
| ------------ | ---------- | ------------- | ------- | ---------- | ---------------------------------- | ----- | --------- |
| Rudolfquelle | 1998 mg/l  | 2890 mg/l     | 5,49    | 11,2 °C    | Erkrankung der Nieren und Harnwege | 3,6 m | 16 l/min  |

Karolinenquelle (Karolinin pramen)

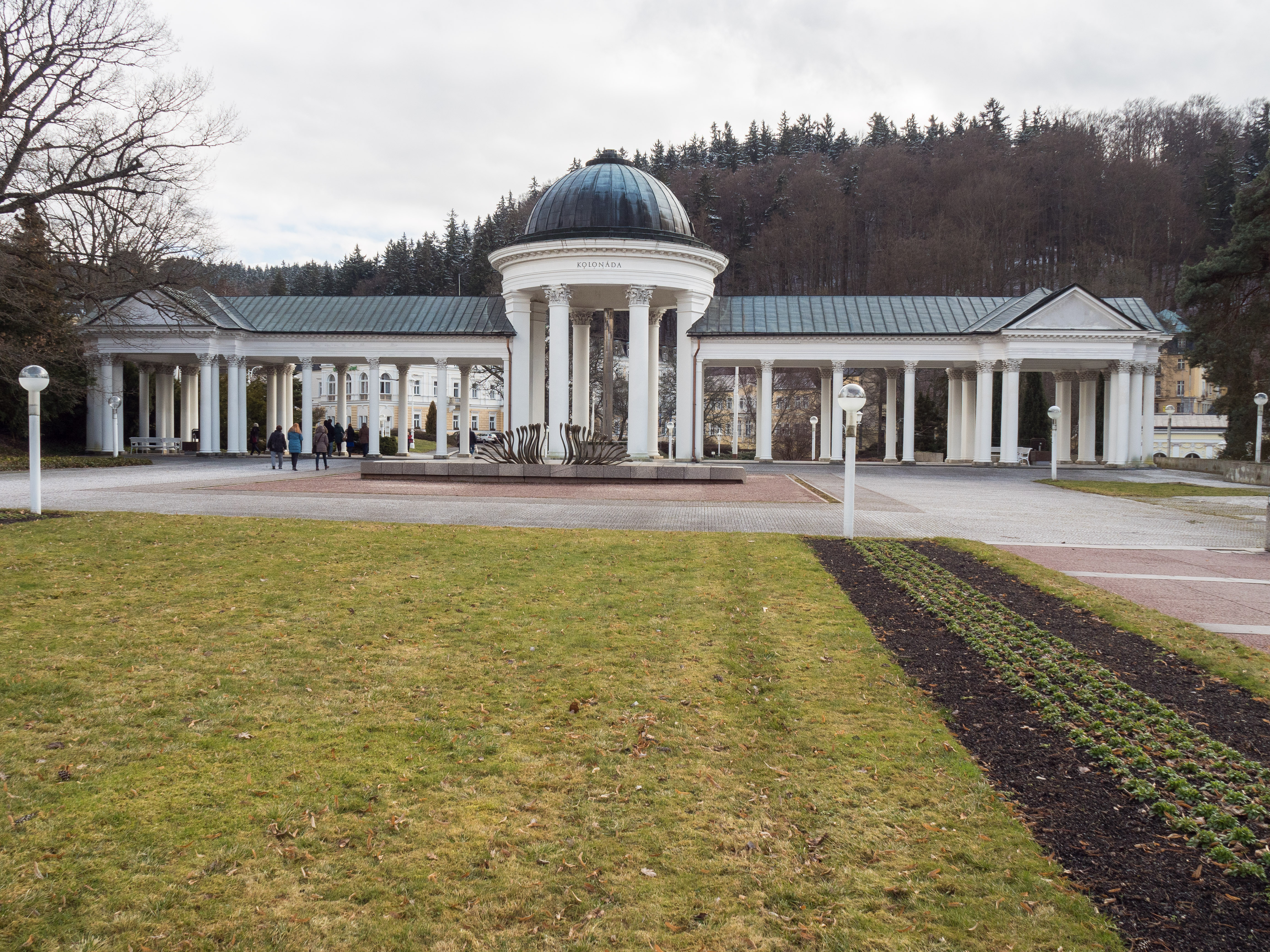
Karolinenkolonnade

Bei Leitungsarbeiten der Kreuzquelle zum Zentralbad (Centralni Lazne) wurde 1809 die Neue Quelle, wie sie anfangs hieß, entdeckt und mit einem kleinen hölzernen Pavillon für den Kurbetrieb erschlossen. Im Jahr 1819 erhielt sie zu Ehren der damaligen Kaiserin und Ehefrau von Kaiser Franz I. Karoline Auguste ihren heutigen Namen. Als 1870 die Ferdinandquelle vom südlichen Stadtteil Auschowitz (Úšovice) zur Kolonnade geleitet wurde, nahm man die Gelegenheit wahr, die Quelle mit einer repräsentativen, zweiflügeligen Kolonnade zu versehen. Das Wasser der Quelle wurde allerdings zur Anwendung von Heilbädern in das Neue Bad (Nové Lázne) geleitet und nicht direkt in die Kolonnade. Dies erfolgte erst 1981, nachdem die Quelle erheblich an Ergiebigkeit verloren hatte und neu gefasst und vertieft wurde.
In den Jahren 1986–1990 wurde die gesamte Karolina-Kolonnade abgerissen und dabei um mehr als 12 Meter näher an den Pavillon der Kreuzquelle verschoben. Der ursprüngliche Austritt der Quelle ist auf den Pflastersteinen symbolisch gekennzeichnet. Die Karolinenquelle befindet sich unterhalb der Kirche Mariä Himmelfahrt in der Karolinen-Kolonnade.
|                 | CO2-Gehalt | Mineralgehalt | pH-Wert | Therapeutische Anwendung           | Tiefe |
| --------------- | ---------- | ------------- | ------- | ---------------------------------- | ----- |
| Karolinenquelle | 2710 mg/l  | 1651 mg/l     | 6,18    | Erkrankung der Nieren und Harnwege | 11 m  |

Ambrosiusquelle (Ambožuv pramen)

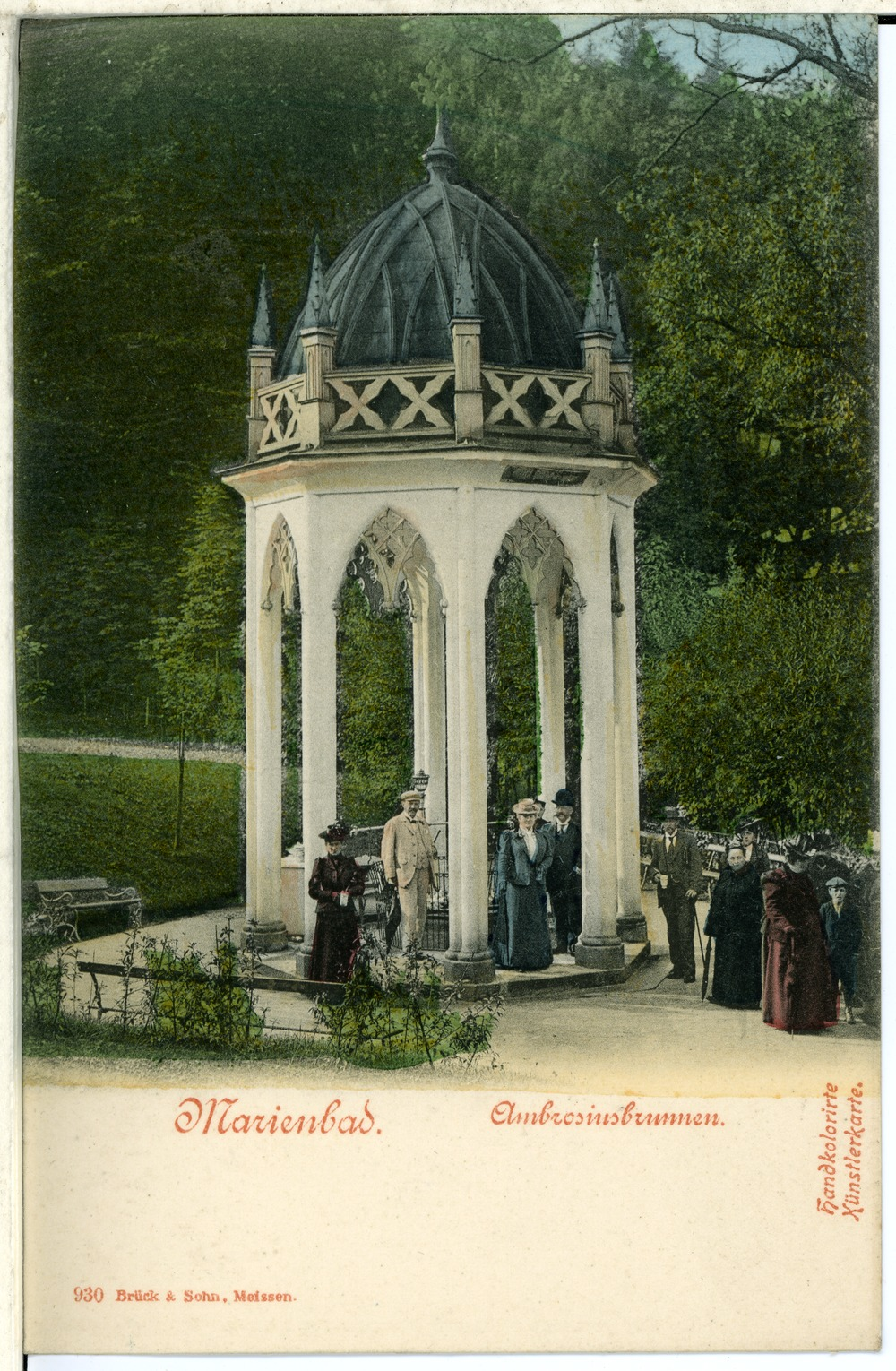
Das ehemalige Brunnenhäuschen der Ambrosiusquelle

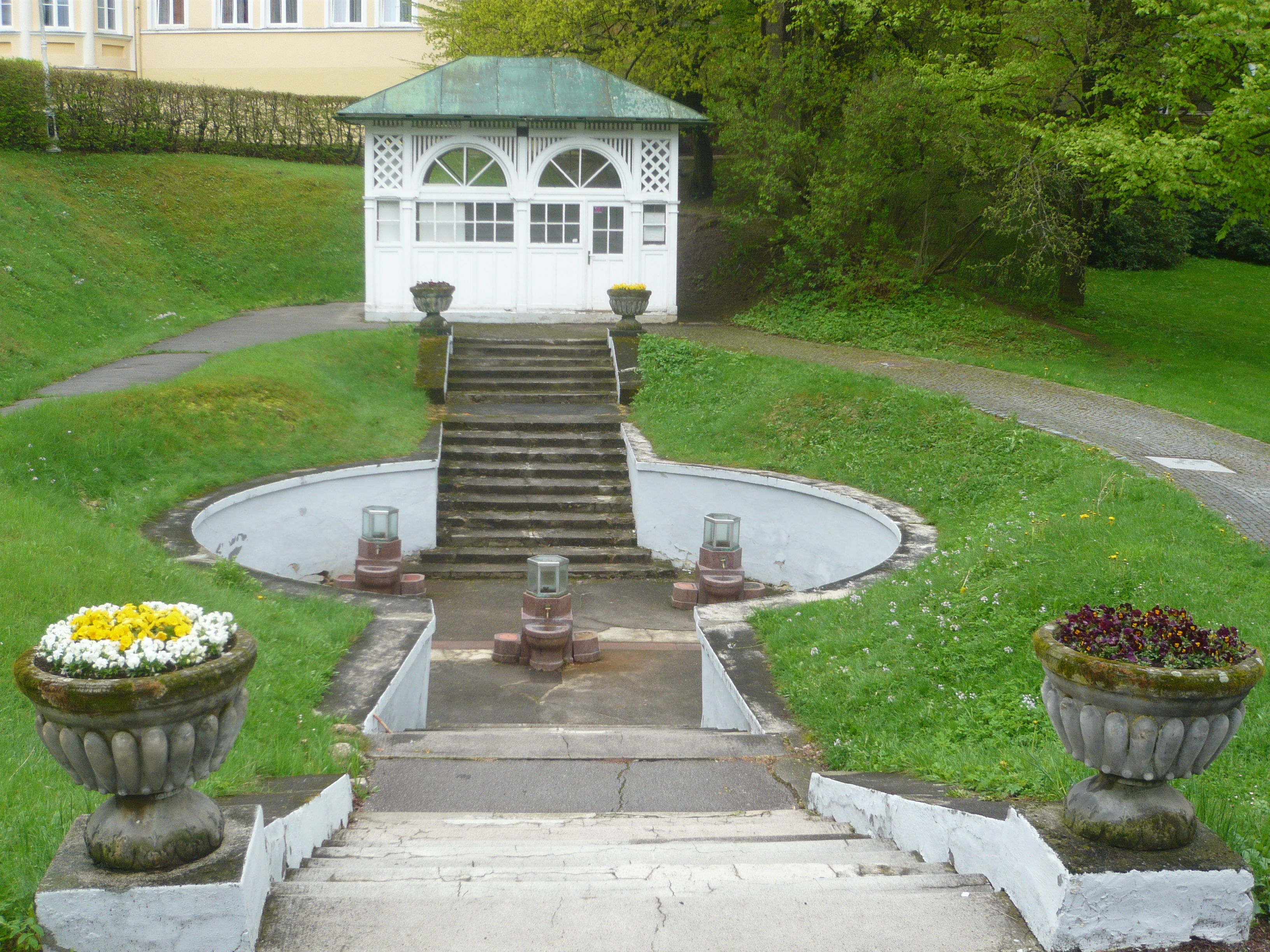
Ambrosiusquelle

Die urkundlich erstmals 1766 erwähnte Quelle ist nach dem Abt des Klosters Tepl, Hieronymus Ambrosius (1741–1767) benannt. Im Jahr 1870 wurde sie erstmals für den Kurbetrieb eingefasst und über ihr ein Brunnenhäuschen im neogotischen Stil errichtet, das nach dem Ersten Weltkrieg wegen Baufälligkeit abgerissen werden musste. Da in den 1920er Jahren der Eisengehalt der Quelle erheblich zurückging, der ausschlaggebend für die Anwendung als Trinkkur war, erfolgte eine Gesamtsanierung der Quelle. Dazu wurden in einer Tiefe von 7 Meter unter dem Geländeniveau 3 Quellen freigelegt und diese mit einer kegelförmigen Fassung verbunden. Der heutige Pavillon geht auf das Jahr 1926 zurück. Im Volksmund wird sie auch als Quelle der Liebe bezeichnet, da die Mädchen nach dem Trinken des Quellwassers rote Wangen bekämen und die Männer jünger werden würden. Englische Kurgäste tauften die Quelle „Spring of Love“, weil der Legende nach Johann Wolfgang von Goethe häufig die Ambrosiusquelle aufgesuchte und in dieser Zeit die letzte Liebe seines Lebens mit Ulrike von Levetzow erlebt hat. Die Ambrosiusquelle befindet sich zwischen dem Kurhaus des Zentralbads (Centralni Lázne) und dem Gesellschaftshaus Casino im Neuen Bad (Nové Lázne).
|                 | CO2-Gehalt | Mineralgehalt | pH-Wert | Therapeutische Anwendung | Schüttung |
| --------------- | ---------- | ------------- | ------- | ------------------------ | --------- |
| Ambrosiusquelle | 2580 mg/l  | 469–563 mg/l  | 5,65    | Anämie                   | 38 l/min  |

Ferdinandquelle (Ferdinandův pramen)

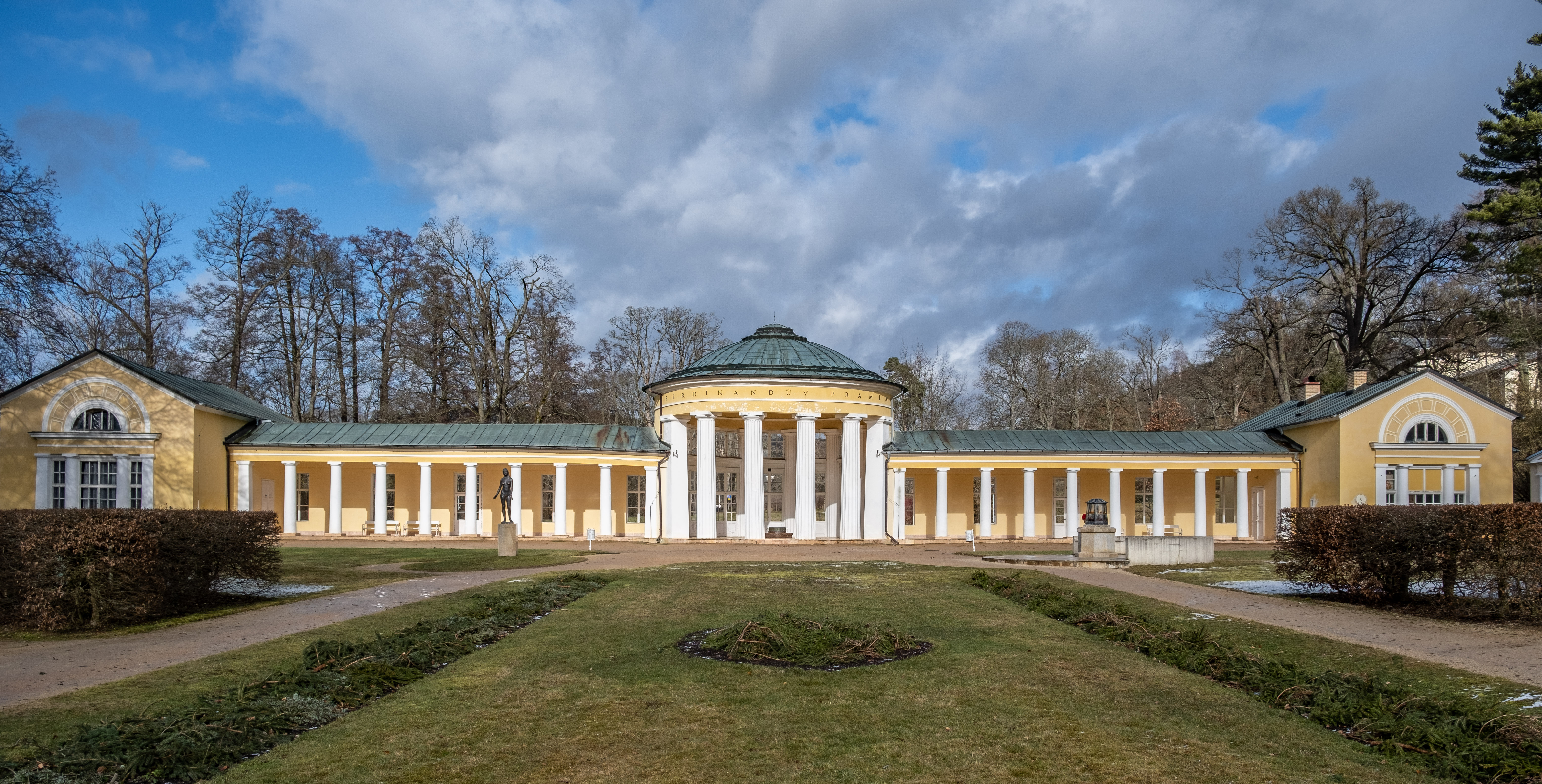
Kolonnade der Ferdinandquelle

Sie gilt als die älteste Mineralquelle und ist nach Kaiser Ferdinand I. und König von Böhmen benannt. Er veranlasste bereits 1528 eine Untersuchung der Quelle, mit dem ursprünglichen Ziel Kochsalz zu gewinnen, was jedoch fehlschlug, da sie einen hohen Anteil an Glaubersalz enthält und damit eine abführende Wirkung hat. Ursprünglich wurde sie Auschowitz-Quelle genannt, bis sie 1826/27 gefasst und Abt Reitenberger des Klosters Tepl eine eigene Kolonnade erbauen ließ. Er gab ihr den Namen des Kaisers. Früher waren in der Ferdinand-Kolonnade ein Cafe, eine Wohnung und ein Museum untergebracht. Das Mineralwasser dieser Quelle wurde in der Vergangenheit unter dem Namen Excelsior abgefüllt und verkauft. Die Kolonnade der Ferdinandquelle befindet sich im Auschowitzpark (Úšovice) von Marienbad.
|                             | CO2-Gehalt | Mineralgehalt | pH-Wert | Therapeutische Anwendung | Tiefe  | Schüttung |
| --------------------------- | ---------- | ------------- | ------- | ------------------------ | ------ | --------- |
| Ferdinandquelle Glauber III | 2390 mg/l  | 7757 mg/l     | 6,43    | Stoffwechselerkrankungen | 20,5 m | 15 l/min  |

## Neue Quellen
Die Edward- und Augustinquellen (Prameny Edwardův a Augustinův) als auch die Josefquelle (Josefův pramen) gehören zu den neuen Quellen, die erst zu Beginn des 21. Jhd. erschlossen wurden und überwiegend in den Kurhotels zu therapeutischen Zwecken Anwendung finden.
Edward- und Augustinquellen (Prameny Edwardův a Augustinův)
Die Edwardquelle erhielt ihren Namen vom englischen König Edward VII., der Marienbad insgesamt neunmal besuchte. Die Augustinquelle ist nach Alfred Augustin, dem Vorstandsvorsitzenden der Hotel AG Cristal Palace benannt. Beide Quellen erhielten 2014 die Anerkennung als Naturheilquellen und werden in den SPA Hotels Cristal und San Remo für therapeutische Zwecke angewandt.
|                | CO2-Gehalt | Mineralgehalt | pH-Wert | Therapeutische Anwendung                           | Tiefe |
| -------------- | ---------- | ------------- | ------- | -------------------------------------------------- | ----- |
| Edwardquelle   | 2360 mg/l  | 5908 mg/l     | 6,07    | Magen-, Leber-, Galle- und Darmerkrankungen, Gicht | 76 m  |
| Augustinquelle | 2325 mg/l  | 7735 mg/l     | 6,09    |                                                    | 76 m  |

Josefquelle (Josefův pramen)
Die Josefquelle ist 2001 als Ersatzbohrungen für die zeitweise kontaminierte Waldquelle in 100 Meter Tiefe erschlossen worden. 2003 erhielt sie den Status einer Naturquelle. Sie hat den höchsten Gehalt an freiem Kohlendioxid aller Marienbader Quellen, jedoch bei geringer Mineralisierung. Ihren Namen erhielt sie von einem der bedeutendsten Architekten der Bäderarchitektur in Marienbad: Josef Schaffer. Die Quelle tritt nahe der Waldquelle aus, das Hotel Svoboda nutzt dieses Wasser für Heilbäder und Trinkkuren. Dieses Hotel ist das ehemalige Hotel Palladio, das im Besitz von Josef Schaffer war.
|             | CO2-Gehalt | Mineralgehalt | pH-Wert | Therapeutische Anwendung    | Tiefe |
| ----------- | ---------- | ------------- | ------- | --------------------------- | ----- |
| Josefquelle | 3795 mg/l  | 1339 mg/l     | 5,64    | Anämie, Harnwegerkrankungen | 100 m |

## Sonstige Quellen

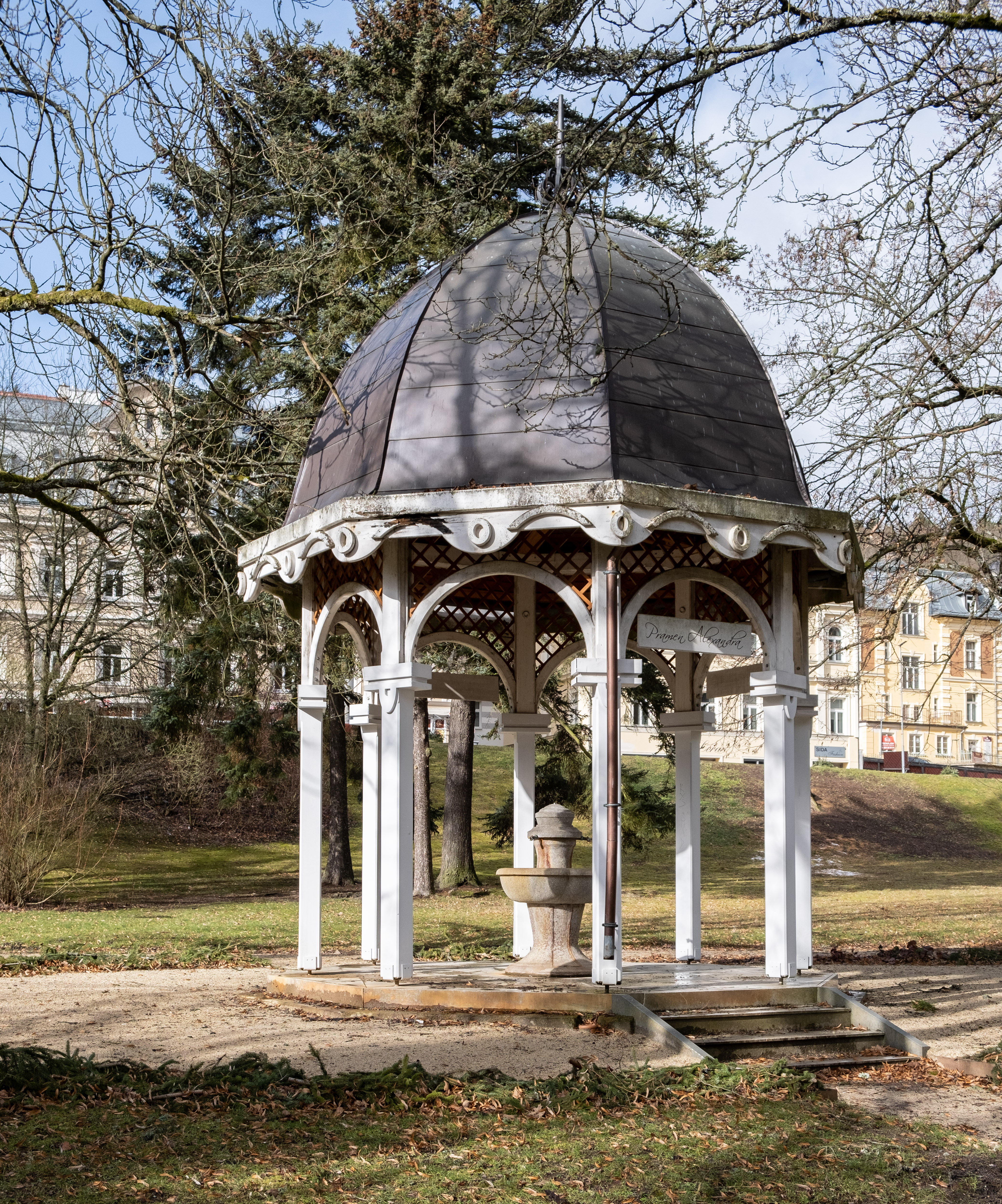
Alexandraquelle

Alexandraquelle (Alexandřin pramen) (früher Alexandrinenquelle)
Entdeckt 1870, trug sie erst den Namen Giselin, wurde dann gefasst und 1873 nach einem Kuraufenthalt der Prinzessin Alexandra von Preußen und Großherzogin von Mecklenburg-Schwerin nach ihr benannt. Bei Rekonstruktionsarbeiten der Quelle im Jahr 1900 wurde eine weitere Quelle erschlossen, die nach dem eben verstorbenen Abt Alfred Clements, Alfred-Quelle benannt wurde. Der Ertrag beiden Quellen sank mit den Jahren, sodass 1957 der Holzpavillon abgerissen wurde. In den Jahren 1984–85 wurden für die erneute Nutzung des Wassers Bohrungen durchgeführt, der neue Pavillon – im Kurpark unterhalb des Hotels Butterfly (früher Hotel Cristal) – wurde erst in den Jahren 2006–2007 wiedererrichtet. Das Quellwasser ist am Pavillon der Quelle öffentlich zugänglich und wird im Hotel Falkensteiner für Trinkkuren und Heilbäder eingesetzt.
| Name            | CO2-Gehalt | Mineralisierung | pH-Wert | Therapeutische Anwendung                           |
| --------------- | ---------- | --------------- | ------- | -------------------------------------------------- |
| Alexandraquelle | 3750 mg/l  | 5497 mg/l       | 6,18    | Magen-, Leber-, Galle- und Darmerkrankungen, Gicht |

Antoniusquelle (Antonínův pramen)
Die Antoniusquelle wird von den Einwohnern von Auschowitz (Úšovice), das heute ein Stadtteil von Marienbad ist, von alters her genutzt. Bei Bahnarbeiten im Jahr 1933 wurde die Quelle mit einer Wasserleitung in die Ortschaft geleitet und ein Brunnen errichtet. Das Wasser wird nicht als Heilwasser genutzt, sondern dient als Trinkbrunnen. 1986 errichtete die Gemeinde eine neue Brunnenfassung.
| Name           | CO2-Gehalt | Mineralisierung | pH-Wert |
| -------------- | ---------- | --------------- | ------- |
| Antoniusquelle | 2315 mg/l  | 1234 mg/l       | 6,0     |

Balbinquelle (Balbínův pramen)
Bei der Trockenlegung der Feuchtgebiete und dem gleichzeitigen Abbau von Torf im Tal von Marienbad zu Beginn des 19. Jhd. wurden drei Quellen entdeckt und in einfacher Weise gefasst. Die Balbinquelle diente lediglich als Ausflugsziel und wurde nicht für Kuranwendungen genutzt. Erst ab 1921, als das Wasser über Drainagen zum Neuen Bad (Nové Lázne) geleitet wurde, änderte sich dies. Bis heute wird es dort für Kohlensäurebäder genutzt. Eine öffentliche Trinkanlage befindet sich an der Monarchenskulptur von Kaiser Franz I. und König Edward VII., am Kreisverkehr vor dem Kurpark.
| Name         | CO2-Gehalt | Mineralisierung | pH-Wert | Therapeutische Anwendung              |
| ------------ | ---------- | --------------- | ------- | ------------------------------------- |
| Balbinquelle | 2875 mg/l  | 1304 mg/l       | 5,9     | Stoffwechsel- und Harnwegerkrankungen |

Marienquelle (Mariin pramen)
Der Name der Quelle geht auf eine Legende zurück, wonach das Wasser der Marienquelle einem Soldaten die wunden Füße heilte und er aus Dankbarkeit für seine Genesung ein Marienbild an einem nahen Baum anbrachte. Dieses diente lange Zeit allen, die auf der Suche nach der Quelle waren, als Erkennungszeichen. Der Name des heutigen Kurorts ist daraus hervorgegangen: Marienbad (Mariánské Lázně). Die Bezeichnung Marienquelle findet sich erstmals 1766 in schriftlichen Quellen.
Die Marienquelle tritt in der Nähe des Zentralbads (Centralni Lázne) als mächtiger Gassprudel (99,7 % CO2) aus, der sich im Oberflächenwasser auflöst. Durch den gelösten Schwefelwasserstoff und den dadurch charakteristischen Geruch wird die Quelle auch der „Stinker“ genannt. Das enthaltene Kohlendioxid wird für Gasinjektionen und Gaspackungen verwendet, das Wasser der Quellen I, II, IV, V und VI für Gasbäder im Maria Spa des Zentralbads (Centralni Lázne) eingesetzt.